# Rodinný film (film, 2015)
Rodinný film je český film režiséra Olma Omerzu z roku 2015. Vypráví o dvou teenagerech, kteří po odjezdu rodičů zůstanou sami doma. Jednu z hlavních rolí hraje neherec, v dalších rolích se představí např. Karel Roden či Jenovéfa Boková. Film se natáčel v létě 2014 v bytě na pražských Vinohradech a také v Thajsku. Film koprodukovala Česká televize.

## Obsazení
| Karel Roden     | Igor     |
| Vanda Hybnerová | Irena    |
| Jenovéfa Boková | Anna     |
| Daniel Kadlec   | Erik     |
| Martin Pechlát  | Martin   |
| Eliška Křenková | Kristýna |

## Ocenění a účast na festivalech
Film byl uveden na Mezinárodním filmovém festivalu v Tokiu a získal zde Cenu za nejlepší umělecký přínos. Na Mezinárodním filmovém festivalu v Lublani získal cenu FIPRESCI.
V dubnu 2016 získal Zlatého ledňáčka v kategorii nejlepší celovečerní hraný nebo animovaný film na festivalu Finále v Plzni.
Rodinný film získal Cenu české filmové kritiky pro nejlepší film roku 2016 a za nejlepší scénář pro dvojici Olmo Omerzu a Nebojša Pop-Tasić.

## Recenze
- Tomáš Stejskal, iHNed.cz
- Mirka Spáčilová, iDNES.cz
- František Fuka, FFFilm
- Alena Prokopová, psáno pro Lidové noviny
- Martin Svoboda, Aktuálně.cz
- Rimsy, MovieZone.cz
- Tomáš Janáček, A2larm.cz